# THE IDOLM@STER MILLION THE@TER WAVE
『THE IDOLM@STER MILLION THE@TER WAVE』（アイドルマスター ミリオンシアターウエーブ）は、2019年7月24日よりランティスからリリースされているCDシリーズ。

## 概要
『アイドルマスター ミリオンライブ! シアターデイズ』用に作成された楽曲を収録したCDシングルシリーズ。
『MILLION THE@TER GENERATION』に継ぐシリーズ第2弾となる。
初収録の曲は太字で表記する。「ソロ担当」は『LIVE THE@TER SOLO COLLECTION』シリーズでのソロリミックス担当アイドル。
新型コロナウイルスによる緊急事態宣言により、その時点では発表されていなかった08と09の発売が延期され、10～12が先に発売されることとなった。また、本来開催されるはずだったイベントが中止されたことで15の発売が延期され、16以降が先に発売されることとなった。

## 01 Flyers!!!
2019年7月24日発売。『シアターデイズ』二周年テーマ曲「Flyers!!!」と、イベント曲「Justice OR Voice」・「White Vows」の三曲を収録したシングル。付属のブルーレイディスクには「ミリシタ感謝祭」の公演ライブ映像が収録されている。
収録曲
1. Flyers!!!
歌：765 MILLION ALLSTARS
作詞：唐沢美帆、作曲・編曲：新田目翔
2. Justice OR Voice
歌：ジェネシス×ネメシス
作詞：真崎エリカ、作曲・編曲：矢鴇つかさ（Arte Refact）
ソロ担当：桜守歌織（LTSC08.An）、菊地真（LTSC10）
3. White Vows
歌：豊川風花（末柄里恵）、百瀬莉緒（山口立花子）、桜守歌織（香里有佐）、二階堂千鶴（野村香菜子）、馬場このみ（高橋未奈美）
作詞：結城アイラ、作曲・編曲：遠藤直弥
ソロ担当：豊川風花（LTSC08.An）、二階堂千鶴（LTSC09.Fa）、馬場このみ（LTSC11.An）

## 02 Chrono-Lexica
2019年8月28日発売。ゲーム内で結成されたユニット「Chrono-Lexica」（クロノレキシカ）によるシングル。
収録曲
歌：Chrono-Lexica
全作曲・編曲：大和
1. dans l‘obscurité（ドン ロプスキュリテ）
作詞：中村彼方
ソロ担当：七尾百合子（LTSC08.Pr）、ロコ（LTSC09.Fa）
事前発表およびゲーム内では当初は「ドン ロビュスキュリテ」と読み仮名が振られ、ボイスも収録されていたが、実際には「ドン ロプスキュリテ」であったとして修正されている。
2. プロローグ～始まりのSabbath
出演：七尾百合子（伊藤美来）、永吉昴（斉藤佑圭）、ロコ（中村温姫）、望月杏奈（夏川椎菜）、真壁瑞希（阿部里果）、スタッフ / お客さん1（柳田カンナ）、女の子1（稗田寧々）、女性客（佐野愛）、店内アナウンス / お客さん2（射場美波）
3. 少女たちの断章 I
4. 少女たちの断章 II
5. 囚われのTea Time
作詞：島みやえい子
ソロ担当：永吉昴（LTSC08.Fa）、望月杏奈（LTSC12.An）
6. エピローグ～そして少女たちは楽園へ向かう

## 03 Xs
2019年9月25日発売。ゲーム内で結成されたユニット「Xs」（キス）によるシングル。
収録曲
歌：Xs
全作詞・作曲・編曲：OSTER project
1. ドラマ『ミッドナイト・ガールズ・パーティー』
出演：星井美希（長谷川明子）、萩原雪歩（浅倉杏美）、菊地真（平田宏美）、水瀬伊織（釘宮理恵）
2. ラビットファー
ソロ担当：水瀬伊織（LTSC10）
3. ドラマ『小悪魔の誘惑』
4. ドラマ『ガールズトーーーク!』
5. ドラマ『おひとりさまパーティー?』
6. Dreamy Dream
7. ドラマ『グンナイ、ガールズ』

## 04 Sherry 'n Cherry
2019年12月25日発売。ゲーム内で結成されたユニット「Sherry 'n Cherry」（シェリーアンチェリー）によるシングル。
収録曲
歌：Sherry 'n Cherry
全作詞・作曲：櫻澤ヒカル
1. ドラマ『このみと莉緒のセクシー♡ナイトラジオ オープニング』
出演：馬場このみ（高橋未奈美）、百瀬莉緒（山口立花子）、詩花（高橋李依）、舞浜歩（戸田めぐみ）、福田のり子（浜崎奈々）、スタッフ〈男性〉（桑田直樹）
2. ドラマ『セクシー♡ナイトラジオ ゲストコーナー ～その1』
3. Cherry Colored Love
編曲：櫻澤ヒカル
ソロ担当：馬場このみ（LTSC08.An）、百瀬莉緒（LTSC09.Fa）
4. ドラマ『～収録の合間に～その1』
5. ドラマ『セクシー♡ナイトラジオ ゲストコーナー ～その2』
6. 夜と、明かりと。
編曲：白戸佑輔
ソロ担当：百瀬莉緒（LTSC08.Fa）
7. ドラマ『～収録の合間に～その2』
8. ドラマ『セクシー♡ナイトラジオ エンディング』
9. ドラマ『～収録の後で～』

## 05 ARCANA
2020年1月29日発売。ゲーム内で結成されたユニット「ARCANA」（アルカナ）によるシングル。
収録曲
歌：ARCANA
全作詞：モリタコータ、作曲・編曲：小高光太郎
1. Fermata in Rapsodia
ソロ担当：四条貴音（LTSC10）
2. ドラマ『プロローグ～トンネルを抜けると』
出演：三浦あずさ（たかはし智秋）、如月千早（今井麻美）、四条貴音（原由実）、ドラマ現場スタッフ（平野俊隆）、店員（植竹香菜）、女の子（久遠エリサ）、父親（内野孝聡）、商店街の人（関山美沙紀、原島梢）
3. ドラマ『円環のダイヤモンドダスト ～千早～』
4. ドラマ『円環のダイヤモンドダスト ～あずさ～』
5. ドラマ『円環のダイヤモンドダスト ～貴音～』
6. DEpArture from THe life
ソロ担当：三浦あずさ（LTSC10）
7. ドラマ『エピローグ～十二時発、東京行』

## 06 花咲夜
2020年2月26日発売。ゲーム内で結成されたユニット「花咲夜」（はなさくや）によるシングル。
収録曲
歌：花咲夜
全作詞・作曲：藤本記子、編曲：福富雅之
1. ドラマ『序の巻 おいでませ、忍者村！』
出演：エミリー スチュアート（郁原ゆう）、白石紬（南早紀）、天空橋朋花（小岩井ことり）、お凜様（城雅子）、女性客（小田切優衣）、男性客（合田葵）、男の子（青山玲菜）、女の子（柴田芽衣）、スタッフ（橋本晃太朗、東條達也）
2. 百花は月下に散りぬるを
ソロ担当：天空橋朋花（LTSC08.Fa）、白石紬（LTSC09.Fa）
3. ドラマ『壱の巻 手裏剣の段』
4. ドラマ『弐の巻 水蜘蛛の段』
5. ドラマ『跋の巻 新たなる密命』
6. 矛盾の月
ソロ担当：白石紬（LTSC08.Fa）、天空橋朋花（LTSC09.Fa）

## 07 Jus-2-Mint
2020年3月25日発売。ゲーム内で結成されたユニット「Jus-2-Mint」（ジャスミン）によるシングル。
収録曲
歌：Jus-2-Mint
全作詞：MEG.ME
1. ドラマ『オープニングアクトの前に』
出演：佐竹美奈子（大関英里）、横山奈緒（渡部優衣）、聖（生天目仁美）、リリナ（向井莉生）、ヘアメイク（石井未紗）、スタッフ（三上由理恵、柴田芽衣、青山玲菜）
2. Super Duper
作曲：GRP・NIYA、編曲：GRP
ソロ担当：佐竹美奈子（LTSC08.Pr）、横山奈緒（LTSC09.Pr）
3. ドラマ『back stage 01:華やかなる戦場』
4. ドラマ『back stage 02:ランウェイで輝く星たち』
5. ドラマ『back stage 03:ランウェイの先には』
6. Hang In There!
作曲・編曲：塚田耕平
ソロ担当：横山奈緒（LTSC08.Pr）、佐竹美奈子（LTSC09.Pr）
7. ドラマ『もっと輝くために』

## 08 miraclesonic☆expassion
2020年11月25日発売。ゲーム内で結成されたユニット「miraclesonic☆expassion」（ミラクルソニックエクスパッション）によるシングル。
収録曲
歌：miraclesonic☆expassion
全作曲・編曲：ラムシーニ
1. ドラマ『Return at Miraclesonic★Prologue』
出演：舞浜歩（戸田めぐみ）、福田のり子（浜崎奈々）、島原エレナ（角元明日香）、高坂海美（上田麗奈）、げき子（明坂聡美）、女性ダンサー（向井莉生）、男性ダンサー（近衛秀馬）
2. 絶対的Performer
作詞：遠野四季
ソロ担当：舞浜歩（LTSC09.Fa）、島原エレナ（LTSC12.An）
3. ドラマ『Return at Miraclesonic★1』
4. ドラマ『Return at Miraclesonic★2』
5. ドラマ『Return at Miraclesonic★3』
6. My Evolution
作詞：辻純更
ソロ担当：舞浜歩（LTSC12.Fa）
7. ドラマ『Return at Miraclesonic★Epilogue』

## 09 Fleuranges
2020年12月23日発売。ゲーム内で結成されたユニット「Fleuranges」（フルランジュ）によるシングル。
収録曲
歌：Fleuranges
1. ドラマ『Scene01:待ち時間は突然に』
出演：篠宮可憐（近藤唯）、箱崎星梨花（麻倉もも）、木下ひなた（田村奈央）、宮尾美也（桐谷蝶々）、おばあさん（滝沢久美子）、監督（くじら）
2. Special Wonderful Smile
作詞：早川博隆・中原徹也、作曲：早川博隆・関根佑樹、編曲：関根佑樹
ソロ担当：宮尾美也（LTSC09.An）
3. ドラマ『Scene02:花よりパン』
4. ドラマ『Scene03:その花言葉は』
5. ドラマ『Scene04:曲がり角にて』
6. 旅立ちのコンパス
作詞：中原徹也、作曲・編曲：早川博隆・半田彬倫
ソロ担当：木下ひなた（LTSC09.An）、箱崎星梨花（LTSC12.An）
7. ドラマ『Scene05:帰ってきたパリジェンヌたち』

## 10 Glow Map
2020年8月26日発売。『シアターデイズ』三周年記念楽曲「Glow Map」と、白石紬と桜守歌織のCD未収録ソロ2曲、『ミリシタ感謝祭2019～2020』で行われたアンケートを基に作成された楽曲「Do the IDOL!!～断崖絶壁チュパカブラ～」を収録。
特典として、『ミリシタ感謝祭2019～2020』ライブパートのダイジェスト映像を収録したブルーレイディスクが付属。
ブックレット等に誤記があったとして、内容を訂正したものとの交換を受け付けることになった。
収録曲
1. Glow Map
歌：765 MILLION ALLSTARS
作詞：原田篤（Arte Refact）、作曲・編曲：半田翼
2. Do the IDOL!! ～断崖絶壁チュパカブラ～
歌：伊吹翼（Machico）、エミリー スチュアート（郁原ゆう）、天空橋朋花（小岩井ことり）、永吉昴（斉藤佑圭）、七尾百合子（伊藤美来）
作詞：藤本記子、作曲：BNSI（佐藤貴文）、編曲：KOH
ソロ担当：エミリー（LTSC09.Pr）
3. MUSIC JOURNEY
歌：桜守歌織（香里有佐）
作詞：藤本記子、作曲・編曲：福富雅之
4. さかしまの言葉
歌：白石紬（南早紀）
作詞：中村彼方、作曲・編曲：高橋諒

## 11 オペラセリア・煌輝座
2020年9月23日発売。ゲーム内で結成されたユニット「オペラセリア・煌輝座」（オペラセリア・きらめきざ）によるシングル。
オリコン週間アニメシングルチャートでは、「Flyers!!!」以来となる週間1位を獲得した。
収録曲
歌：オペラセリア・煌輝座
全作詞：佐藤厚仁（Dream Monster）、全編曲：椿山日南子（Dream Monster）
1. ドラマ「Parade d'amour 序幕 決意」
出演：アシュリー・ノリス［北沢志保（雨宮天）］、オスカー・タラボット［桜守歌織（香里有佐）］、アリエル・ハワード［徳川まつり（諏訪彩花）］、ハーヴェイ・バーティ［田中琴葉（種田梨沙）］、ノリス卿〈アシュリー父〉（蒔村拓哉）、ルシアン〈アシュリー弟〉（柴田芽衣）、セシル〈アシュリー妹〉（中井美琴）、借金取り（木村隼人、白石兼斗）、生徒（馬場惇平、有隅融）
2. Parade d'amour
作曲：佐藤厚仁（Dream Monster）
ソロ担当：北沢志保（LTSC11.Fa）、徳川まつり（LTSC12.Pr）
3. ドラマ「Parade d'amour 一幕 秘密」
4. ドラマ「Parade d'amour 二幕 日々」
5. ドラマ「Parade d'amour 三幕 友」
6. ドラマ「Parade d'amour 四幕 願い」
7. 星宙のVoyage
作曲：本田正樹（Dream Monster）
ソロ担当：桜守歌織（LTSC11.An）
8. ドラマ「Parade d'amour 終幕 告白」

## 12 ダイヤモンドダイバー◇
2020年10月28日発売。ゲーム内で結成されたユニット「ダイヤモンドダイバー◇」によるシングル。
収録曲
歌：ダイヤモンドダイバー◇
全作詞・作曲：宮崎まゆ、全編曲：賀佐泰洋
1. オープニング『めんそーれ、美ら海！』
出演：高槻やよい（仁後真耶子）、天海春香（中村繪里子）、我那覇響（沼倉愛美）、男の子（島袋美由利）
2. ドラマ『第一話　海の中の小さな家』
3. Deep, Deep Blue
ソロ担当：我那覇響（LTSC10）
4. ドラマ『第二話　チムドンドン』
5. ドラマ『第三話　美ら海の夕暮れ』
6. ドラマ『第四話　土産物屋にて』
7. エンディング『マタンメンソーレ！』
8. VIVA☆アクアリズム

## 13 TIntMe!
2021年1月27日発売。ゲーム内で結成されたユニット「TIntMe!」（ティント・ミー）によるシングル。
収録曲
歌：TIntMe!
全作詞・作曲・編曲：三好啓太
1. プロローグ『In the makeup room』
出演：大神環（稲川英里）、中谷育（原嶋あかり）、周防桃子（渡部恵子）、メイク講師（おぎたえりこ）、女の子（天海由梨奈）、アナウンサー（望田ひまり）、女性（奥友沙絢）、男の子（向井莉生）、スタッフ（有隅融）、記者（木暮晃石）
2. Arrive You ～それが運命でも～
ソロ担当：周防桃子（LTSC09.Fa）
3. ドラマ『レッスン1:Makeup Magic』
4. ドラマ『レッスン2:Take Courage!』
5. ドラマ『レッスン3:With a radiant face』
6. ライラックにつつまれて
ソロ担当：大神環（LTSC09.An）
7. エピローグ『Someday』

## 14 TRICK&TREAT
2021年2月24日発売。ゲーム内で結成されたユニット「TRICK&TREAT」（トリックアンドトリート）によるシングル。
収録曲
歌：TRICK&TREAT
1. オープニング「うぇるかむ・とぅ・ざ・はろうぃんぶらっくぱぁてぃ」
出演：北上麗花（平山笑美）、野々原茜（小笠原早紀）、秋月律子（若林直美）、百瀬莉緒（山口立花子）、豊川風花（末柄里恵）、司会者（蒔村拓哉）、参加者（桑田直樹、向井莉生、有隅融、三上由理恵）
2. Black★Party
作詞・作曲・編曲：NA.ZU.NA
ソロ担当：北上麗花（LTSC09.An）
3. ドラマ「Trick01:うぇあ・いず・ぷっぷかぷりんきゃんでぃ？」
4. ドラマ「Trick02:とりっく・おあ・とりぃと？」
5. ドラマ「Trick03:みすてり・おぶ・ぶらっくはろうぃん」
6. フシギトラベラー
作詞・作曲・編曲：木下龍平
ソロ担当：野々原茜（LTSC09.An）、北上麗花（LTSC11.An）
7. エンディング「ねばーえんでぃんぐはろうぃん」

## 15 chicAAmor
2021年12月15日発売。ゲーム内で結成されたユニット「chicAAmor」（チカアモール）によるシングル。
当初は同年3月31日発売予定だったが、ゲーム内イベントの中止に伴い発売延期となった。
収録曲
歌：chicAAmor
1. ドラマ「前菜：キッチンより愛を込めて」
出演：高山紗代子（駒形友梨）、豊川風花（末柄里恵）、ジュリア（愛美）、二階堂千鶴（野村香菜子）、料理番組司会者（太田真一郎）
2. 深紅のパシオン
作詞：leonn、作曲：日比野裕史、編曲：渡辺徹×日比野裕史
ソロ担当：豊川風花（LTSC09.An）
3. ドラマ「メインディッシュ1：混沌のトルティージャ」
4. ドラマ「メインディッシュ2：情熱のパエリヤ」
5. Paradox of LOVE
作詞：小松レナ、作曲：BOUNCEBACK、編曲：清水武仁
ソロ担当：ジュリア（LTSC11.Fa）、高山紗代子（LTSC12.Pr）
6. ドラマ「デザート：お口直しをひとさじ」

## 16 ≡君彩≡
2021年4月21日発売。ゲーム内で結成されたユニット「≡君彩≡」（きみどり）によるシングル。
収録曲
歌：≡君彩≡
全作詞・編曲：佐高陵平（Hifumi,inc.）
1. ReTale
作曲：佐高陵平（Hifumi,inc.）
ソロ担当：松田亜利沙（LTSC09.Pr）、所恵美（LTSC11.Fa）
2. ドラマ「Stage01:Restart」
出演：所恵美（藤井ゆきよ）、松田亜利沙（村川梨衣）、矢吹可奈（木戸衣吹）、高木順二朗（大塚芳忠）、オーナー（中村大樹）、対バン相手（小林彩希、望田ひまり）、スタッフ（上西哲平）
3. ドラマ「Stage02:Reunion」
4. ドラマ「Stage03:Reconnect」
5. ドラマ「Stage04:Realize」
6. ドラマ「Stage05:Relive」
7. パンとフィルム
作曲：齋藤大（Hifumi,inc.）
ソロ担当：所恵美（LTSC09.Fa）、松田亜利沙（LTSC11.Pr）、矢吹可奈（LTSC12.Pr）
8. ドラマ「Off Stage：Remember」

## 17 ARMooo
2021年5月26日発売。ゲーム内で結成されたユニット「ARMooo」（アームオー）によるシングル。
収録曲
歌：ARMooo
全作詞：松井洋平
1. フリースタイル・トップアイドル！
作曲・編曲：本田正樹（Dream Monster）
2. オープニング『Battle01：Crazy beat』
出演：秋月律子（若林直美）、双海亜美（下田麻美）、双海真美（下田麻美）、舞浜歩（戸田めぐみ）、ロコ（中村温姫）、青葉美咲（安済知佳）、出待ちファン（宮城一貴）、駅前のラッパー（桑田直樹）、通行人（小針彩希）
3. ドラマ『Battle02：Attack of the dancer & artist』
4. ドラマ『Battle03：Hellow,my men』
5. ドラマ『Battle04：Radio cassette player』
6. ウェイ・ダ・アイドル
作曲・編曲：フワリ（Dream Monster）
7. ドラマ『Battle05：Want to play with…』

## 18 ストロベリーポップムーン
2021年6月23日発売。ゲーム内で結成されたユニット「ストロベリーポップムーン」によるシングル。このユニット名でのオリジナル楽曲CDは初であるが、そのメンバーである春日未来・最上静香・伊吹翼によるCDは「THE IDOLM@STER LIVE THE@TER DREAMERS 01 Dreaming!」以来2枚目となる。
収録曲
歌：ストロベリーポップムーン
全作詞：唐沢美帆、全作曲・編曲：高田暁
1. ドラマ『Stage01：はじまり』
出演：春日未来（山崎はるか）、最上静香（田所あずさ）、伊吹翼（Machico）、玲音（茅原実里）、詩花（高橋李依）、リトル・ビースト（竹内恵美子）、アイドル（廣川来美、森優子）、スタッフ（馬場惇平）
2. ドラマ『Stage02：ある遭遇』
3. ドラマ『Stage03：選ばれること』
4. ドラマ『Stage04：私たちのステージ！』
5. ABSOLUTE RUN!!!
ソロ担当：春日未来（LTSC09.Pr）、最上静香（LTSC12.Fa）
6. ドラマ『Stage05：頂点の、その先で』
7. Be proud
ソロ担当：最上静香（LTSC09.Fa）、伊吹翼（LTSC12.An）